# Ludwig Seitz
Ludwig Seitz, né le 24 mai 1872 et mort le 19 juin 1961 à Pfaffenhofen an der Roth (Allemagne), est un professeur de gynécologie-obstétrique allemand.
Durant le régime nazi, il fut impliqué dans le programme eugénique de stérilisation forcée.

## Carrière universitaire
Ludwig Seitz fréquente le lycée St. Stephan à Augsbourg, puis il étudie la médecine successivement à Munich, Berlin et Heidelberg.
En 1898, il réussit son examen d'État à l'université Louis-et-Maximilien de Munich. Il obtient son doctorat la même année avec une thèse sur l'influence de la syphilis sur la grossesse.
Il est engagé à la clinique des femmes de Munich en 1899 et devient l'élève d'Albert Döderlein et de Franz von Winckel (de). Il est nommé médecin-chef en 1908.
Le 1er avril 1910, il est nommé professeur ordinaire à la clinique universitaire des femmes d'Erlangen, où il développe un centre de recherche et de radiothérapie.
En 1922, il succède à Max Walthard (de) à la direction de l'hôpital universitaire pour femmes de Francfort sur le Main, qu'il dirige jusqu'à sa retraite en 1938. Heinrich Guthmann (de), son élève, lui succède.

## National-socialisme
Ludwig Seitz n'était pas adhérent au parti national-socialiste. Lors de l'arrivée du parti au pouvoir en 1933, la plupart des gynécologues et obstétriciens allemands ont adhéré au programme eugénique de santé publique. Ludwig Seitz y était favorable.
En tant que chef de la clinique des femmes de l'Université de Francfort, il a été impliqué dans des stérilisations forcées à but eugénique, légalisées par la Loi allemande sur la stérilisation forcée du 14 juillet 1933.
En 1933, lors du congrès de la Société allemande de gynécologie (de) à Berlin, il a présenté en détail des méthodes de stérilisation et d'avortements à but eugéniques.
Le 21 juillet 1938, Ludwig Seitz a été honoré par Adolf Hitler et Hermann Göring pour ses 40 années de carrière.

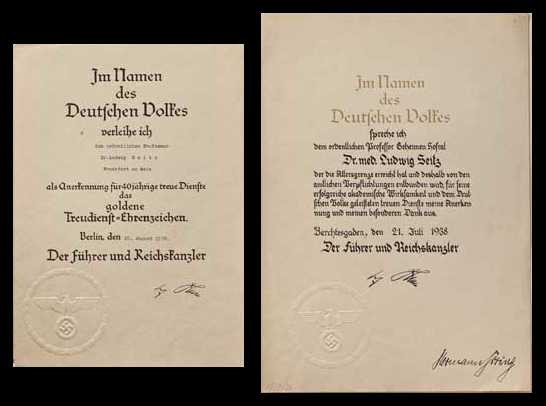

## Editeur
En 1925, Ludwig Seitz est membre du comité de rédaction de la revue Monatsschrift für Geburtshilfe und Gynäkologie (Revue mensuelle d'obstétrique et de gynécologie). En 1933, il est co-éditeur et directeur éditorial. Il occupe ce poste jusqu'en 1938, date à laquelle la revue s'exile en Suisse en raison de son appartenance à la maison d'édition S.Karger, dont les propriétaires sont juifs.
En janvier 1939, il est co-éditeur Schriftwalter (éditeur national-socialiste) de la revue nouvellement crée Geburtshilfe und Frauenheilkunde , Ergebnisse der Forschung für die Praxis (Obstétrique et gynécologie, résultats de recherche pour une application pratique)

## Société savante
En 1931, Ludwig Seitz fut le 22ème président de la Société allemande de gynécologie et d'obstétrique (de), succédant au professeur Hugo Sellheim. La même année, il a présidé le congrès de l'organisation à Francfort-sur-le-Main.